# Avenue du Docteur-Penfield
L'avenue du Docteur-Penfield est une voie de Montréal.

## Situation et accès
D'orientation est/ouest, elle est située dans l'arrondissement Ville-Marie. 
Contournant le Mont Royal par le sud, cette rue est située dans le quartier que l'on appelait autrefois le Mille Carré Doré (Golden Square Mile). 

## Origine du nom
Elle est nommée en l’honneur du docteur Wilder Penfield (1891-1976), fondateur de l’Institut de Neurologie de Montréal.

## Historique
Si la dénomination actuelle est relativement récente (1978), la voie elle-même est plus ancienne. Ouverte sur la propriété de John McGregor vers 1867, elle porte le nom de McGregor au moment de sa cession en 1883. La voie, qui ne s'étend que du chemin de la Côte-des-Neiges à la rue Simpson, est prolongée le 6 décembre 1956.

## Bâtiments remarquables et lieux de mémoire
On y retrouve plusieurs maisons de style victorien qui abritent (entre autres) quelques pavillons de l'Université McGill ainsi que plusieurs consulats basés à Montréal.

## Source
- Ville de Montréal. Les rues de Montréal. Répertoire historique. Montréal, Ed. Méridien, 1995.